# Variszcit

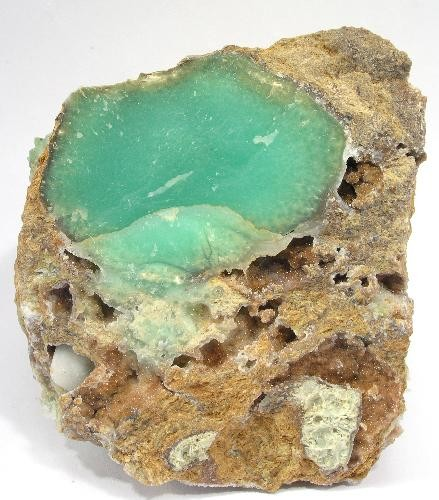
Variszcit ásványi formában

A variszcit a foszfátok közé tartozó, viszonylag ritka, a kékeszöld különböző árnyalataiban megjelenő ásvány. Közelebbről hidratált alumíniumfoszfát, képlete AlPO4·2H2O Ásványtanilag a türkiz rokona. Lelőhelyei világszerte megtalálhatók. Nyugat-Európában, az Ibériai-félszigeten már a kőkorszakban bányászták.
Túlnyomórészt variszcit az anyaga a nyugat-európai újkőkori kultúrák, leginkább a carnaci kősorok műveltsége kedvelt ékszerének, a callaïsnak.

## Nevének eredete
Az ásványt August Breithaupt német tudós nevezte el egyik lelőhelye, Vogtland németországi tájegység középkori latin neve (Variscia) után 1837-ben.

## Variszcitból készült kőkori ékkövek

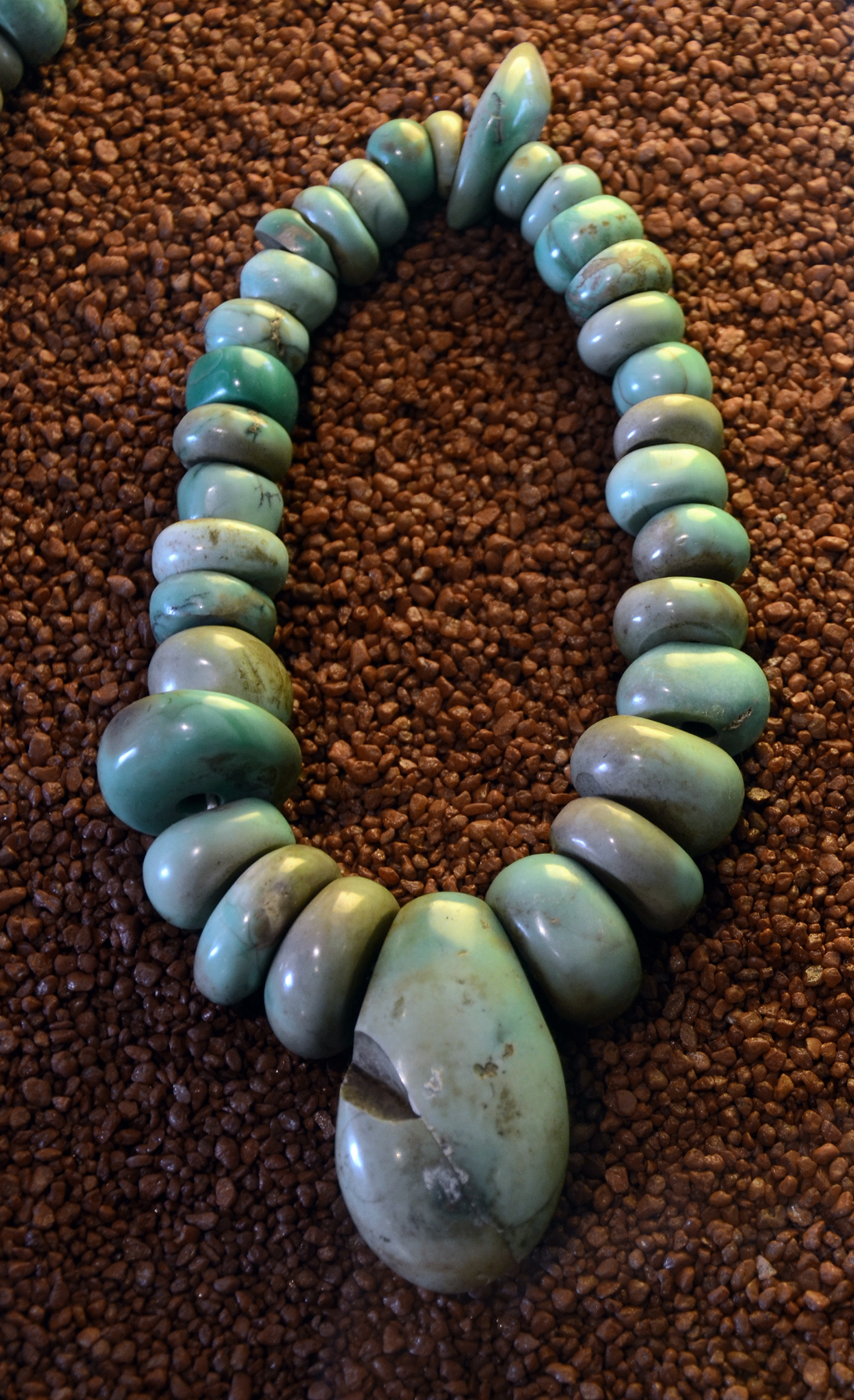
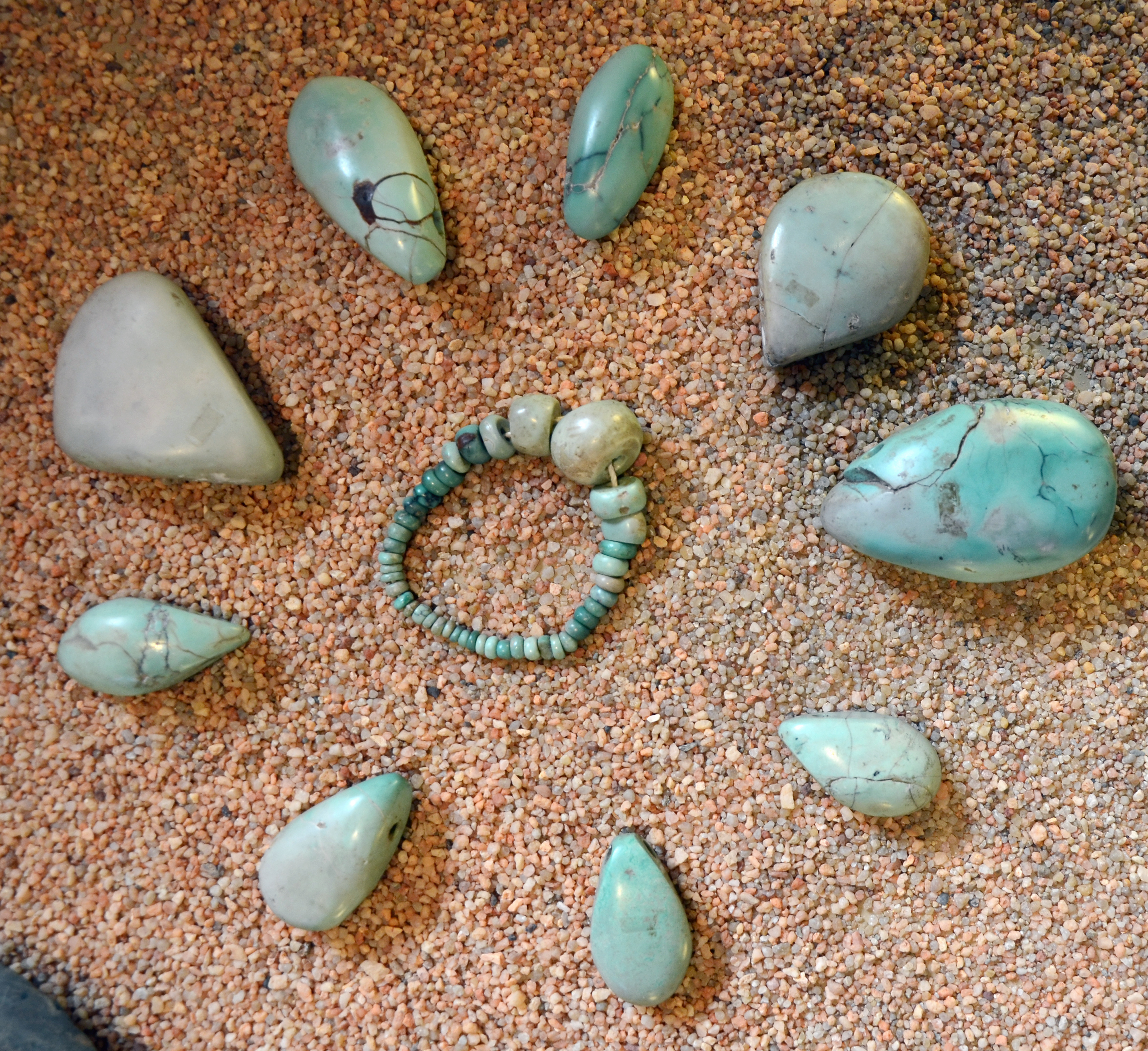
Variszcitből készült kőkorszaki callaïs ékszerek
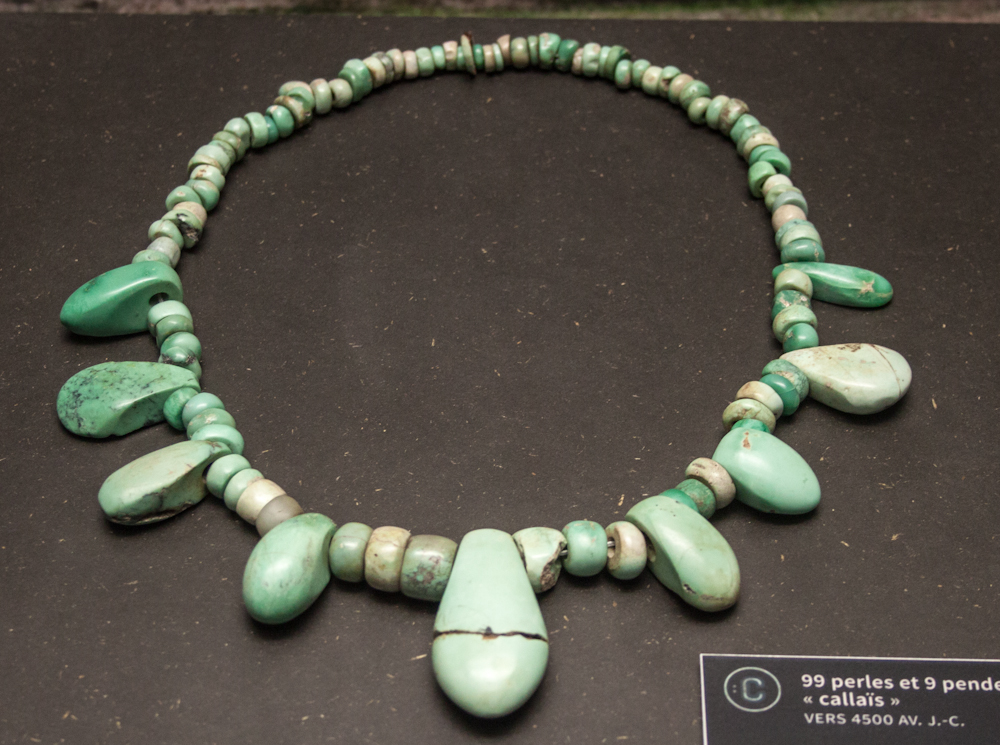

## Ezoterika
Az ezoterika hívei a variszcitből készült köveknek különböző mentális és gyógyító hatásokat tulajdonítanak, csakúgy, mint számos más ásvány esetében.